# 无瑕街道
无瑕街道，是中华人民共和国天津市东丽区下辖的一个乡镇级行政单位。
2020年7月，全国爱卫会命名无瑕街道为2017-2019周期国家卫生乡镇。

## 行政区划
无瑕街道下辖以下地区：
无瑕花园社区、圆月里社区、春霞里社区、华盛里社区和秀霞里社区。